# Purdis Farm
Purdis Farm är en civil parish i distriktet East Suffolk i Suffolk i England. Civil parish har 2 092 invånare (2011).